# Ministerio del Medio Ambiente (Chile)
El Ministerio del Medio Ambiente (también conocido por su acrónimo, MMA) es el ministerio de Estado de Chile que se encarga de colaborar con el presidente de la República en el diseño y aplicación de políticas, planes y programas en materia ambiental, así como en la protección y conservación de la diversidad biológica y de los recursos naturales renovables e hídricos, promoviendo el desarrollo sustentable, la integridad de la política ambiental y su regulación normativa.
La actual ministra de la cartera es Maisa Rojas, desde el 11 de marzo de 2022; mientras que el subsecretario respectivo es Maximiliano Proaño Ugalde, actuando bajo el gobierno de Gabriel Boric.
Fue creado en las postrimerías del primer gobierno de Michelle Bachelet en enero de 2010 para reemplazar a la Comisión Nacional del Medio Ambiente (CONAMA). El nuevo ministerio entró en operación el 1 de octubre del mismo año, bajo el primer mandato de Sebastián Piñera.

## Historia
Desde diciembre de 1990 hasta marzo de 1994, la máxima autoridad ambiental era la Secretaría Técnica de la Comisión Nacional de Medio Ambiente del Ministerio de Bienes Nacionales. El máximo cargo de dicha Secretaría fue ocupado en todo el periodo por Rafael Asenjo.[cita requerida]
En marzo de 1994 se creó la Comisión Nacional del Medio Ambiente (CONAMA), mediante la «Ley sobre Bases Generales del Medio Ambiente» (n.º 19.300), siendo José Goñi su primer director ejecutivo.
Durante el primer gobierno de Michelle Bachelet, en 2007 se creó el cargo de presidente de la Comisión Nacional del Medio Ambiente, otorgándole el rango de ministro de Estado. Ana Lya Uriarte fue la primera ministra-presidenta de dicha Comisión.
El 12 de enero de 2010 fue promulgada por la presidenta Michelle Bachelet la ley N.º 20.417 que creó el Ministerio del Medio Ambiente basado en la anterior CONAMA, y que además creó el Servicio de Evaluación Ambiental (SEA) y la Superintendencia del Medio Ambiente (SMA).

## Misión y visión
La misión del organismo es «liderar el desarrollo sustentable, a través de la generación de políticas públicas y regulaciones eficientes, promoviendo buenas prácticas y mejorando la educación ambiental ciudadana».
Asimismo, su visión es «alcanzar el desarrollo sustentable para el país con el objeto de mejorar la calidad de vida de los chilenos, tanto de esta generación como de futuras».

## Organización
El organigrama del Ministerio del Medio Ambiente, es el siguiente:
Ministerio
Gabinete
Subsecretaría
Gabinete
- Oficina de Auditoría Interna
- Oficina de Planificación, Presupuesto y Control de Gestión
- Oficina de Asuntos Internacionales
- Oficina de Cambio Climático
- Oficina de Comunicaciones y Prensa
- Oficina de Implementación Legislativa y Economía Circular
- Oficina de Evaluación Ambiental
- División de Recursos Naturales y Biodiversidad
  - Departamento de Áreas Protegidas
  - Departamento de Ecosistemas Acuáticos
  - Departamento de Conservación de Especies
  - Departamento de Políticas y Planificación de la Biodiversidad
- División de Información y Economía Ambiental
  - Departamento de Economía Ambiental
  - Departamento de Información Ambiental
- División de Educación Ambiental y Participación Ciudadana
  - Departamento del Fondo de Protección Ambiental
  - Departamento de Gestión Ambiental Local
  - Departamento de Educación Ambiental
  - Departamento de Ciudadanía
  - Departamento de Relacionamiento Comunitario
- División Jurídica
  - Departamento de Legislación y Regulación Ambiental
  - Departamento de Administración Interna y Educación Ambiental
  - Departamento de Contratación Pública y Acceso a la Información
- División de Administración y Finanzas
  - Departamento de Gestión y Desarrollo de Personas
    - Sección de Desarrollo de Personas
    - Sección de Gestión de Personal
    - Sección de Remuneraciones

  - Departamento de Compras y Servicios Generales
    - Sección de Compras
    - Sección de Servicios Generales
    - Oficina de Partes

  - Departamento de Finanzas
    - Sección de Tesorería y Contabilidad
    - Sección de Análisis Contable

  - Departamento de Tecnologías de la Información
  - Departamento de Bienestar
- División de Calidad del Aire y Cambio Climático
  - Departamento de Planes y Normas
    - Sección de Planes de Descontaminación Atmosférica
    - Sección de Normas
    - Sección de Calefacción Sustentable

  - Departamento de Ruido, Lumínica y Olores
  - Departamento de Redes de Monitoreo
    - Sección de Operaciones y Logística
    - Sección de Análisis y Vigilancia de Calidad del Aire
    - Sección de Gestión Estratégica, de Calidad y Desarrollo

Secretarías Regionales Ministeriales (SEREMI'S)
- Arica y Parinacota
- Tarapacá
- Antofagasta
- Atacama
- Coquimbo
- Valparaíso
- Libertador General Bernardo O'Higgins
- Maule
- Ñuble
- Biobío
- La Araucanía
- Los Ríos
- Los Lagos
- Aysén del General Carlos Ibáñez del Campo
- Magallanes y la Antártica Chilena
- Metropolitana de Santiago[12]
  - Área Residuos y Riego Ambiental
  - Área Recursos Naturales y Biodiversidad
  - Área de Calidad del Aire y Cambio Climático
  - Área Educación Ambiental y Participación Ciudadana
  - Área Administración y Finanzas PPCG y TI

### Organismos dependientes y/o relacionados
- Superintendencia del Medio Ambiente de Chile (SMA)
- Servicio de Biodiversidad y Áreas Protegidas (SBAP)
- Servicio de Evaluación Ambiental (SEA)

## Lista de ministros
- Partidos:

     – Independiente
     – Unión Demócrata Independiente (UDI)
     – Partido Demócrata Cristiano (PDC)
     – Partido por la Democracia (PPD)
     – Partido Socialista (PS)
     – Convergencia Social (CS)
     – Frente Amplio (FA)
| N°. | Ministro/a | Ministro/a                    | Partido | Inicio                  | Final                   | Presidente | Presidente                 |
| --- | ---------- | ----------------------------- | ------- | ----------------------- | ----------------------- | ---------- | -------------------------- |
| 1   |            | María Ignacia Benítez Pereira | UDI     | 1 de octubre de 2010    | 11 de marzo de 2014     |            | Sebastián Piñera Echenique |
| 2   |            | Pablo Badenier Martínez       | PDC     | 11 de marzo de 2014     | 20 de marzo de 2017     |            | Michelle Bachelet Jeria    |
| 3   |            | Marcelo Mena Carrasco         | Ind.    | 20 de marzo de 2017     | 11 de marzo de 2018     |            | Michelle Bachelet Jeria    |
| 4   |            | Marcela Cubillos Sigall       | Ind.    | 11 de marzo de 2018     | 9 de agosto de 2018     |            | Sebastián Piñera Echenique |
| 5   |            | Carolina Schmidt Zaldívar     | Ind.    | 9 de agosto de 2018     | 22 de noviembre de 2021 |            | Sebastián Piñera Echenique |
| 6   |            | Javier Naranjo Solano         | Ind.    | 22 de noviembre de 2021 | 11 de marzo de 2022     |            | Sebastián Piñera Echenique |
| 7   |            | Maisa Rojas Corradi           | Ind.    | 11 de marzo de 2022     | En el cargo             |            | Gabriel Boric Font         |

### Redes sociales
- Ministerio del Medio Ambiente de Chile en X (antes Twitter)
- Ministerio del Medio Ambiente de Chile en Instagram
- Ministerio del Medio Ambiente de Chile en Facebook

### Otros
- Ley que crea el Ministerio del Medio Ambiente - leychile.cl

- Datos: Q6017552
- Multimedia: Ministry of the Environment (Chile) / Q6017552